# .ro
.ro為羅馬尼亞國家及地區頂級域（ccTLD）的域名。該域名於1993年2月26日啟用。截至2007年12月时，有大约250,000个域名注册了该顶级域，这一数字在2017年时增长到928,357个。

## 外部連結
- IANA .ro whois information（页面存档备份，存于）
- National Institue for R&D in Informatics (ICI)（页面存档备份，存于）
- Romanian National R&D Computer Network (RNC - ICI project)